# Identificazione (psicologia)
L'identificazione, in psicologia, rappresenta quel processo mediante il quale un individuo costituisce la propria personalità assimilando uno o più tratti di un altro individuo e modellandosi su di essi.
In ambito psicoanalitico si distinguono: 
- identificazione primaria o cannibalica, «modalità primitiva e infantile di costituzione della persona, forma originaria di legame affettivo di un soggetto indistinto nelle sue identità di sé e altro»,[1] in cui nella fase orale dello sviluppo ci si immedesima con le figure primarie per "incorporazione" e senza ancora una chiara idea delle rispettive identità;[2]
- identificazione secondaria, «processo di relazione e modellamento con un oggetto esterno di cui si riconosce l'identità distinta da sé.»[1][2]

L'identificazione è anche un meccanismo di difesa fra i più comunemente utilizzati, come nell'identificazione con l'aggressore (sindrome di Stoccolma) o come nell'identificazione proiettiva, «processo per cui il soggetto immagina di introdurre la propria persona in un oggetto esterno a sé».